# Rexhep Demi
Rexhep Demi (ur. 1864, zm. 1929) – albański polityk, jeden z reprezentantów Czamerii na zgromadzeniu we Wlorze, podczas którego 28 listopada 1912 roku podpisano Albańską Deklarację Niepodległości.